# Кристина Топузовић
Кристина Топузовић (Шабац, 23. август 1994) је српска кошаркашица.
Висока је 185 центиметара и игра на позицији крилног центра. Професионалну каријеру је започела 2012. године у Београду.
Од трофеја до сада је освојила две титуле домаћег првенства (2013/14, 2014/15) као и трофеј победника домаћег купа (2013/14) са Радивојем Кораћем, првенство Србије (2013/14. и 2014/15.) куп Србије (2013/14.) и Регионалну лигу (2013/14.) све са Радивојем Кораћем.
Као члан женске кошаркашке репрезентације Србије остварила је свој највећи успех освајањем златне медаље на Европском првенству 2015. играном у Мађарској и Румунији. Победом против Француске у финалу у Будимпешти – 76:68 (15:22, 18:10, 20:17, 23:19) освојена је не само прва медаља за Србију као самосталну државу него и прво злато у читавој историји наше женске кошарке. Уједно је обезбеђен и директан пласман на Олимпијске игре 2016. у Рију.